# Karlstein (Weinstadt)

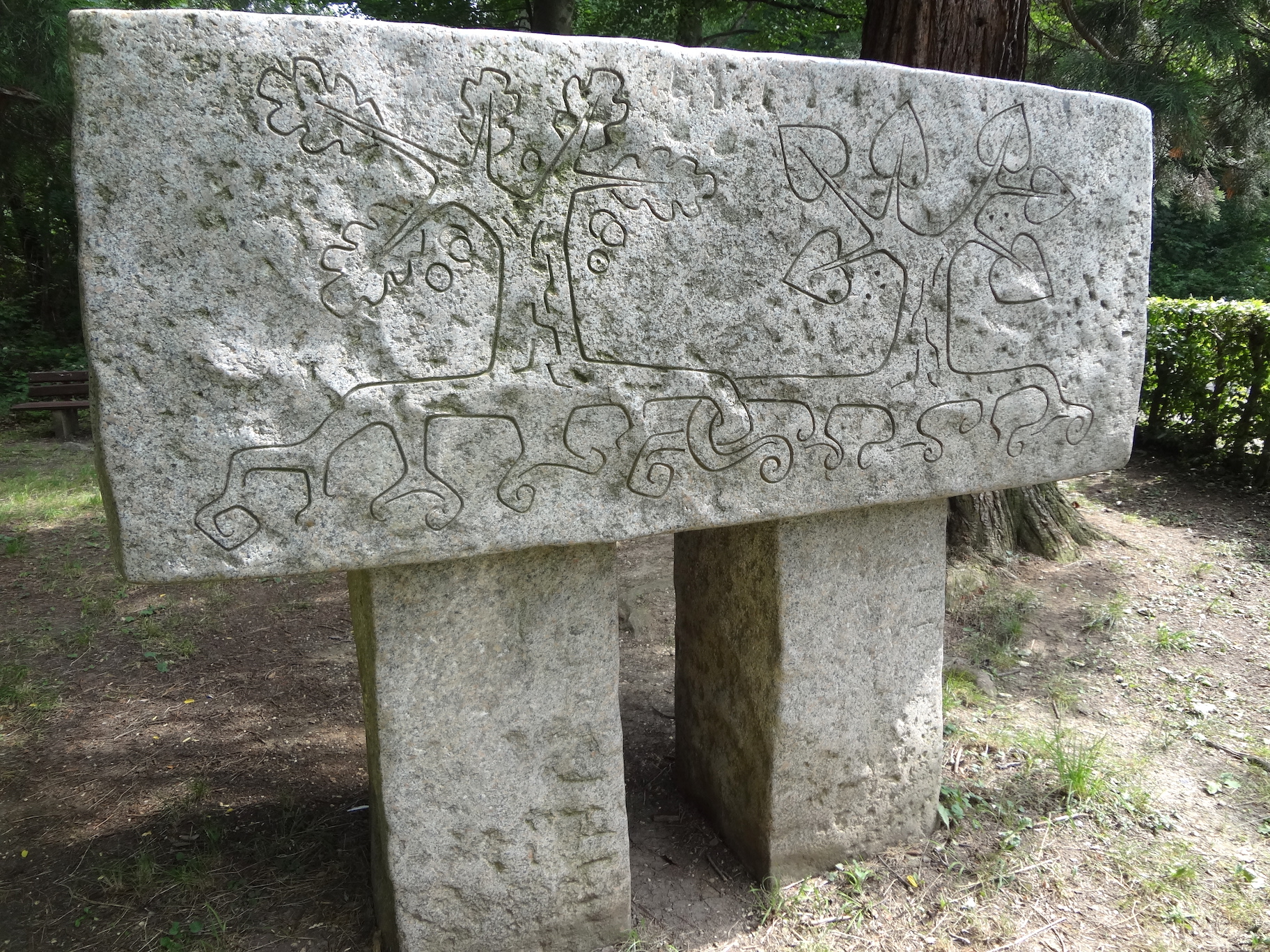
Gedenkstein von Karl Ulrich Nuss

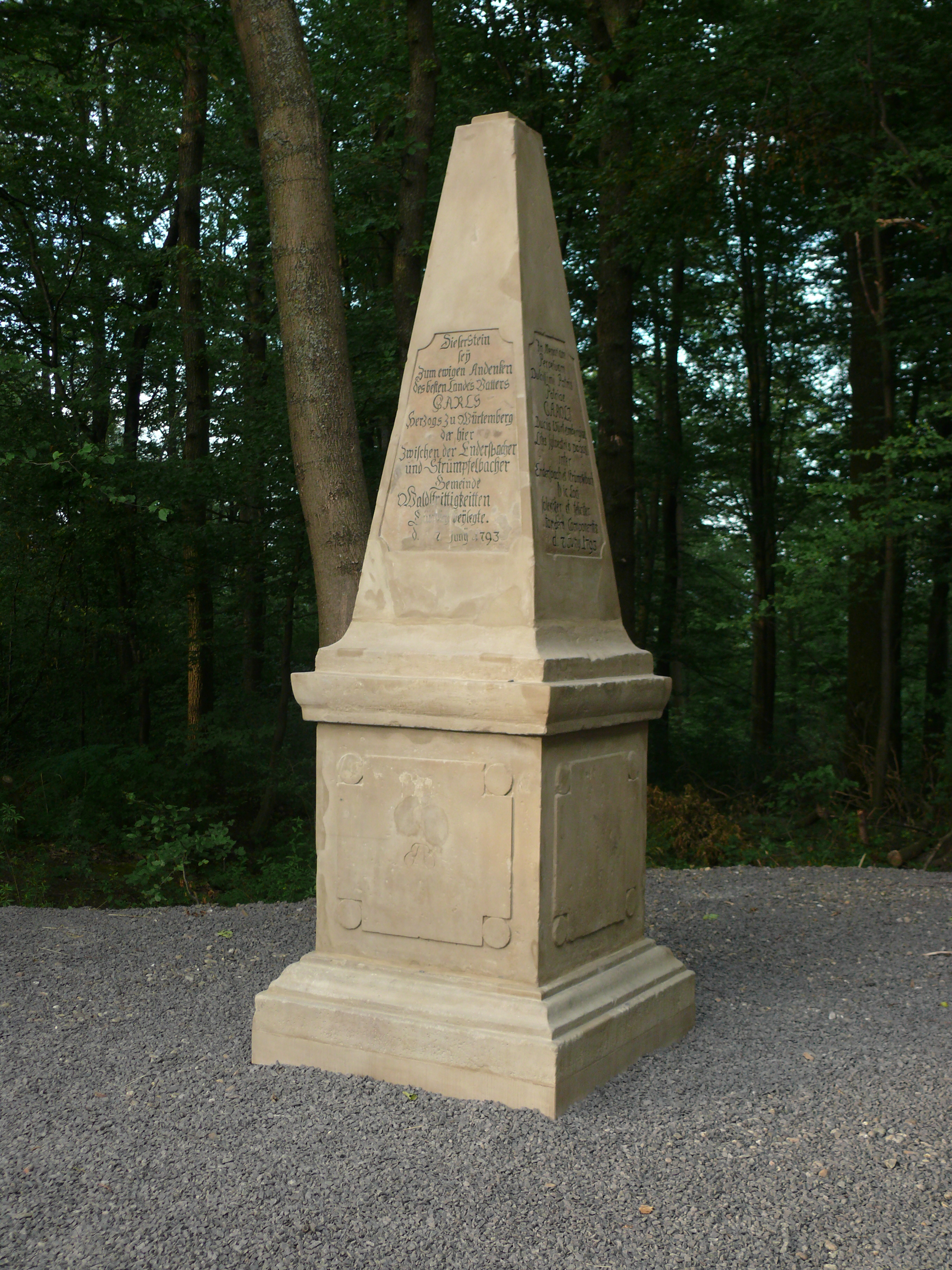
Der restaurierte Karlstein aus dem Jahr 1793

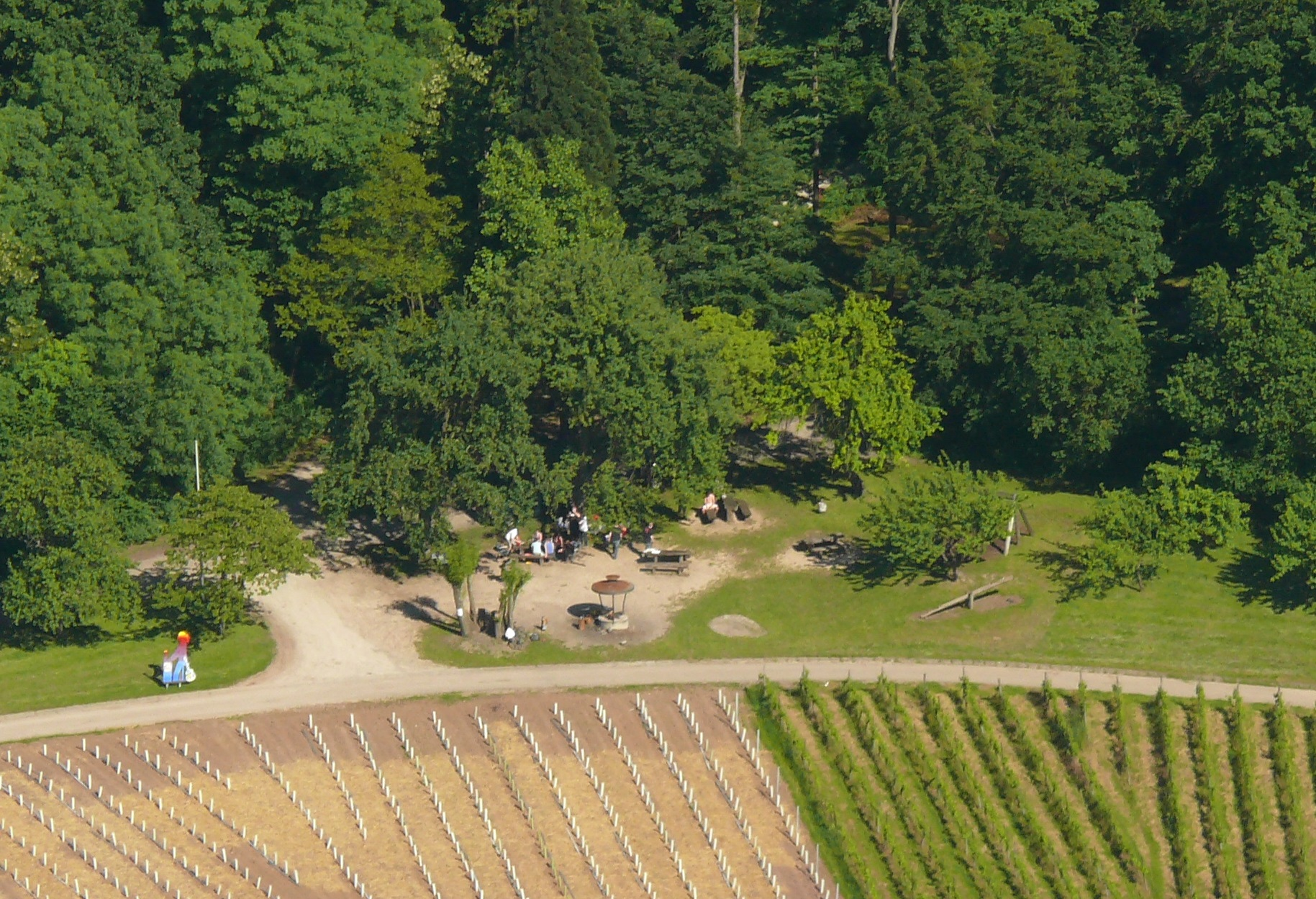
Grillstelle Karlstein aus der Luft

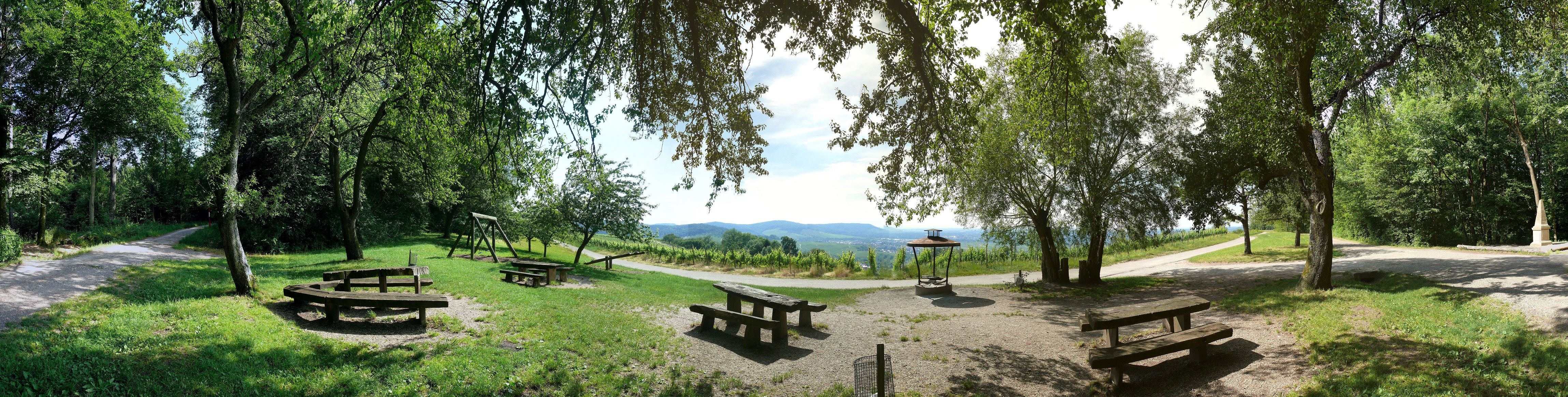
Panoramabild der alten Grillstelle „Karlstein“ bei Weinstadt

Der Karlstein ist ein Gedenkstein in den Weinbergen in der Nähe von Endersbach und Strümpfelbach (beide Ortsteile von Weinstadt östlich von Stuttgart). Bei ihm befindet sich ein Aussichtspunkt auf etwa 430 m über NN, der einen weiten Blick ins Remstal und bis nach Stuttgart bietet. Direkt am Waldrand liegt eine Grillstelle mit dazugehörigem Kinderspielplatz. Die Grillstelle wurde 1992 erstellt und 2006 sowie 2018 saniert. Die Schaukel und die Wippe sowie zwei Tische wurden im Sommer 2015 erneuert. Im Rahmen der Remstalgartenschau 2019 wurden im August 2018 zwei neue Grillstellen erstellt sowie die Tische und Bänke komplett erneuert. 

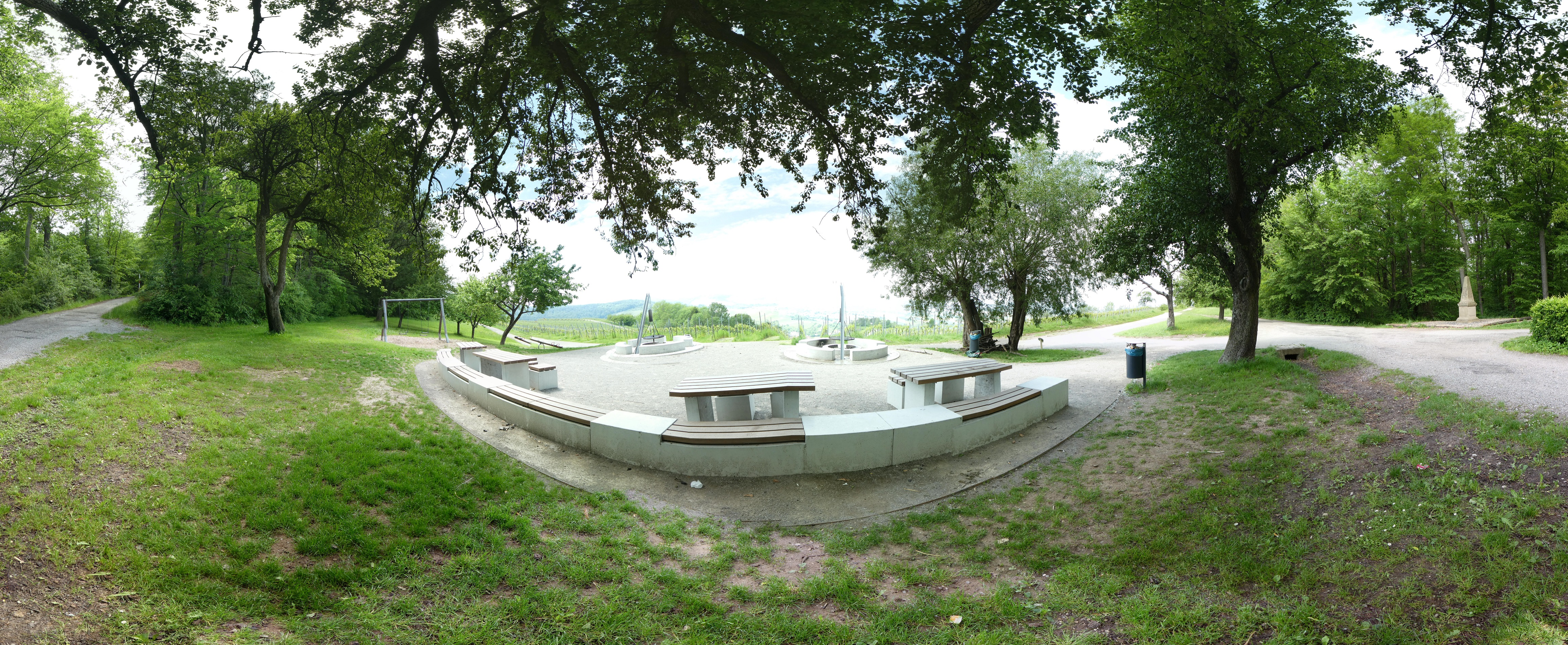
Neue Grillstelle für die Gartenschau 2019

Der Karlstein geht auf eine Schlichtung von Gemarkungsstreitigkeiten zwischen Strümpfelbach und Endersbach durch Herzog Carl Eugen von Württemberg im Jahre 1793 zurück, als sich die beiden Orte um Waldbesitz stritten. Zum Dank an diese Schlichtung wurde ein großer Gedenkstein im Wald errichtet. 
Dieser Gedenkstein aus dem Jahr 1793 trägt die Inschrift:

„Dieser Stein

sey

zum ewigen Andenken

des besten Landes Vatters

CARLS

Herzog zu Württemberg

der hier

zwischen den Endersbacher

und Strümpfelbacher Gemeinde

Waldstrittigkeiten

glücklich beylegte

6.7. Juny 1793“

Dieser Gedenkstein wurde lange im Heimatmuseum Endersbach ausgestellt. Später wurde er aus Platzgründen in die Silchergrundschule verlegt.
Der in Strümpfelbach lebende Bildhauer Karl Ulrich Nuss hat 1973 einen neuen Stein gestaltet und aufgestellt.
Die Inschrift des neuen Steins lautet:

„Zum ewigen Gedenken an den gnädigsten Vater

des Vaterlandes Karl Herzog von Württemberg

der die Streitigkeiten um Waldgebiete zwischen

Endersbach und Strümpfelbach

hierorts schliesslich feierlich

und glücklich schlichtete

am 7. Juni 1793“

Im Jahr 2012 hat der Verein der Freunde des Karlsteins den restaurierten Stein aus dem Jahr 1793 wieder an die ursprüngliche Stelle gestellt. 
Der Verein hat es sich zur Aufgabe gemacht, die Erinnerung an die Beilegung des Waldstreits durch geeignete Aktionen lebendig zu halten. In der Regel geschieht dies in Form einer Veranstaltung am Neujahrsmorgen.